# 神鬼入侵
《神鬼入侵》是一部1981年的義大利恐怖電影，由路西歐·弗爾茲執導，比亞吉歐·普羅伊提與弗爾茲共同撰寫了劇本，帕特里克·馬吉、梅茜·琺瑪、阿爾·克萊弗、大衛·沃貝克和黛瑪·拉珊達主演，大致改編自爱伦·坡1843年的同名故事，並沿襲了《奪命怪客》（1972年）等電影，採用了導演後期職業生涯的典型暴力風格。

## 剧情
英國一個小村莊裡發生了奇怪的事情，一名男子開車時突然在後座遇到一隻奇怪的黑貓，貓凭借迷人的凝視，導致男子將車撞到燈柱上身亡。黑貓回到了家，那是一棟雜亂的老房子，住著羅伯特·邁爾斯，他病態又充滿敵意，曾是大學的超自然現像教授，被認為是个靈媒。邁爾斯教授獨自生活，只有那同樣充滿敵意的黑貓陪伴，他把时间都花在了给刚去世的人的坟墓录音上。與此同時，一位名叫吉爾·特雷弗斯的美國遊客冒險進入一個開放的地下室拍照，這時她發現了地上有一個小麥克風。冒險出去時，她遇到了當地警察威爾遜警官，威爾遜警官告訴她不要再冒險進入墓穴，並說死者都喜歡獨處。
另一边，當地外向的青少年莫琳·格雷森和男友斯坦在附近的運河上划船前往船庫，把自己鎖在密閉的房間裡好做爱。不料，莫琳變得緊張起来，斯坦發現鎖門的鑰匙不見了。房間裡的空氣開始耗盡，他們被困住了。
第二天，莉蓮·格雷森向警方報告了女兒失踪的情況。威爾遜警長給蘇格蘭場的戈利督察打電話，戈利騎著摩托車進城，一到警察局就立即被没见过面的威爾森警長開出超速罰單。與此同時，吉爾在尋找小麥克風的主人時找到了邁爾斯，邁爾斯與她討論了感知障礙以及如何擺脫之。他想要催眠吉爾，但黑貓阻止了他，突然跳了起來抓傷了他。吉爾匆匆離開。
那天晚上，一位名叫弗格森的當地人離開酒吧，步行回家。黑猫现身，把他嚇到了一個廢棄的穀倉里。黑猫又突然出現在弗格森面前，他想要沿著高高離地的橫樑逃跑，抓著頭頂上的橫以保持平衡，但貓抓傷了他的手，然後他掉在地上的一些尖刺上身亡。
第二天早上，戈利督察到達現場，請吉爾幫忙拍攝死者的照片。吉爾看到尸体手上有貓的抓痕，這讓她想起前一天邁爾斯所遭受的事情。
格雷森太太來到邁爾斯家，懇求他幫她找到失蹤的女兒。原来，邁爾斯多年前就與格雷森太太有過罗曼史。邁爾斯不情願地同意提供幫助，他拿著莫琳戴过的手鐲，進入恍惚狀態，描述了船庫以及丟失鑰匙的位置。警察和格雷森太太趕到現場，發現一切正如邁爾斯所說。他們打開了從裡面鎖上的門，發現了莫琳和斯坦已經嚴重腐爛的屍體。鑰匙在外面的防水布上，這對兇手來說是不可能完成的事情，因為離開房間的唯一出路，除了们，就只有空調通風口，但對於人類來說太小了。那天晚上，格雷森太太成了黑貓的下一個受害者，她被這隻惡毒的貓在房子裡引發的火災燒死了。
第二天，吉爾去了邁爾斯家，給他看了她拍的死者手上抓痕的照片。吉爾現在认为邁爾斯對貓施加了邪惡的超自然影響，但迈尔斯却说是猫支配了他。
那天晚上，邁爾斯給貓下了藥，把牠帶到戶外，绑著牠的脖子掛在樹枝上。貓的死釋放了几股超自然力量，吉爾在鄉村旅館的床上睡覺時也受到了冲击。不久，黑貓再次出現在邁爾斯面前，已然成了一個幽靈般的詛咒。戈利督察深夜来到吉爾的房間，與她討論一小時前發生的神秘閃光等事件。戈利離開時，看到了那个邪惡的生物，受到牠的攻擊和催眠。他在路上搖搖晃晃，被一輛行駛的汽車碾轧。
第二天，吉爾仍然認為邁爾斯是真正的兇手。趁他外出時，吉爾偷偷溜進了他的房子，在他的辦公室四处窺探，發現了他與死者交流的錄音。當邁爾斯突然回來時，她跑到地窖躲起來，遇到了黑貓，黑貓在她眼前神奇地出現又消失。她驚恐地逃跑，被邁爾斯逼到了牆角。他告訴她，這隻貓已經察覺到了他對村民壓抑的仇恨，並在他不知情或無法控制的情況下表現出來。吉爾逃跑了，但遇到地窖裡的蝙蝠扑打，随后邁爾斯用棍子把她打暈了。
吉爾醒來時，發現麥爾斯將她綁在地窖牆上，並堵住了她的嘴。他還拿走了她的鑰匙，清空了她的酒店房間，讓她看起來似乎已經離開了村莊。然而，在車禍中倖存下來的戈利督察與威爾遜警官和上司弗林督察一起前往邁爾斯的家，执意要在里面尋找貓和吉爾的踪跡。他們什麼也沒找到，正要離開，卻聽到地窖裡傳來微弱的貓叫。他們发现了一面新砌的牆，把牆砸倒後，發現吉爾已經奄奄一息，而貓就被關在里面，邁爾斯對此毫不知情。吉尔被拉出来的时候，迈尔斯喃喃地对戈尔利说，猫赢了，他成了自己邪恶行为的受害者。

## 演员
- 帕特里克·馬吉（英语：Patrick Magee (actor)） 饰 羅伯特·邁爾斯教授
- 梅茜·琺瑪（英语：Mimsy Farmer） 饰 吉爾·特雷弗斯
- 大衛·沃貝克（英语：David Warbeck） 饰 戈利督察
- 阿爾·克萊弗（英语：Al Cliver） 饰 威爾遜警官
- 黛瑪·拉珊達（英语：Dagmar Lassander） 饰 莉蓮·格雷森
- 布魯諾·科拉扎里（英语：Bruno Corazzari） 饰 弗格森
- 傑佛瑞·科普勒斯頓（英语：Geoffrey Copleston） 饰 弗林督察
- 丹妮拉·多瑞亞 饰 莫琳·格雷森

## 制作
本片最初拍攝时的名称是「Il gatto di Park Lane」（公园径的猫）。該片在白金汉郡的西威科姆、查尔芬特-圣贾尔斯和汉布尔登的村莊，以及羅馬的電影製片廠拍攝。拍攝於1980年8月11日至9月28日期間進行。

## 发行
《神鬼入侵》於1981年4月4日由Italian International Film在義大利院線發行，1984年2月在美國院線發行。
該片已於2001年5月29日在美國由Anchor Bay Entertainment和Blue Underground發行DVD版，在英國由Salvation Films和Shameless Screen Entertainment發行。

### 脚注
1. 1 2 3 4 5 6 7 8 9 10 11  Curti 2019，第55頁.
2. ↑  Curti, Roberto (2019). Italian Gothic Horror Films, 1980-1989. McFarland. ISBN 1476672431.
3. 1 2  Thrower 1999，第278頁.
4. ↑  "Black Cat, The" （页面存档备份，存于）, www.reelstreets.com. Retrieved 21 June 2021.
5. ↑  "Black Cat (1981): Filming and Production" （页面存档备份，存于）, imdb.com. Retrieved 21 June 2021.
6. ↑  Tribbey, Ralph. . hive4media.com. April 5, 2001  [September 6, 2019]. （原始内容存档于April 18, 2001）.
7. ↑  . dvdcompare.net.   [2 July 2012]. （原始内容存档于2023-04-05）.